# Kian Ronan
Kian Ronan, né le 9 mars 2001 à Gibraltar, est un footballeur international gibraltarien. Il joue au poste d'arrière droit ou de milieu de terrain avec le club des Lincoln Red Imps.

## Biographie

### En club
Ronan reste au centre de formation d'Ipswich Town jusqu'en 2019, entre-temps, il est prêté en 2018 avec l'équipe de Mildenhall Town qui évolue en neuvième division anglaise, il y jouera six matches.
En 2019, Ronan part à Manchester 62, il y jouera treize matches et marquera six buts.
En 2020, Ronan est transféré au club des Lincoln Red Imps.

### En sélection
Le 5 septembre 2020, Ronan fait ses premiers débuts en sélection nationale contre Saint-Marin, en Ligue D, dans le cadre de la Ligue des nations de l'UEFA, avec à la clé une victoire un but à zéro.